# Universidade Tottori
Universidade Tottori (鳥取大学, Tottori daigaku), abreviada como Toridai (鳥大), é uma universidade nacional do Japão. Seu campus principal está localizado em Koyama-cho-Minami, na cidade de Tottori, na prefeitura homônima; o outro campus está em Yonago.
Tem como grande destaque a sua Faculdade de Agricultura, cujas principais tarefas, em função de sua proximidade com as dunas de Tottori, incluem o estudo da agricultura em terras arenosas e secas.

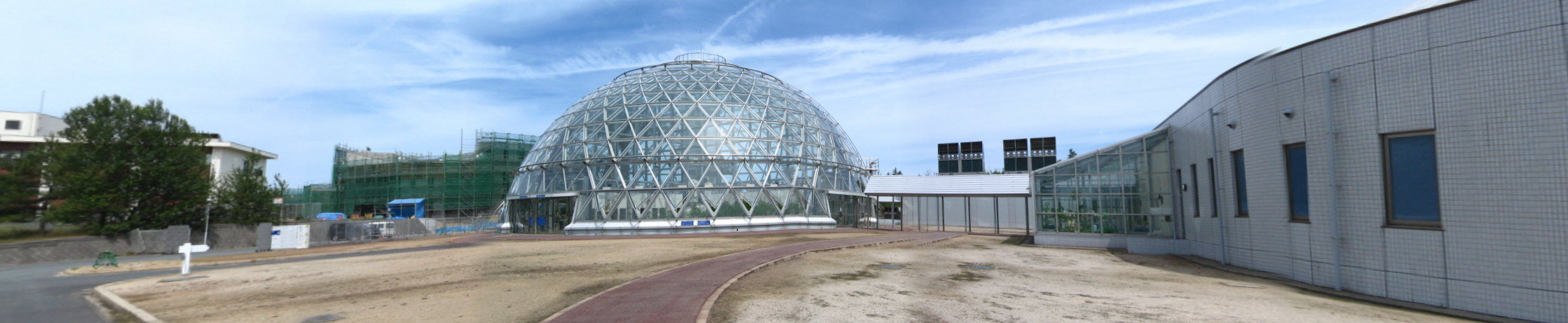
O Centro de Pesquisa em Terras Áridas.